# Indiana Tribüne
Die Indiana Tribüne war eine von 1878 bis 1907 erscheinende deutschsprachige Tageszeitung in Indiana, USA.

## Allgemeines
Im August 1878 gründete Louis D. Hild eine neue pro-republikanische, deutschsprachige, vierseitige Wochenzeitung, die Indiana Tribüne. Die Auflage war ursprünglich 800 Exemplare. Im April 1882 wurde die Zeitung von der Tribüne Company gekauft. Die Tribüne hatte im Jahr 1882 eine vierseitige tägliche Auflage von 3.000 Exemplaren. Am 7. März 1907 kombinierte der Verlag die zwei Zeitungen Indiana Tribüne und Täglicher Telegraph  zu einer einzigen Zeitung mit dem Titel der Indianapolis Telegraph und Tribüne. Am 1. Juni 1918 wurde der Verlag geschlossen.

## Weitere deutschsprachige Zeitungen in Indiana
Pro-republikanische
- Freie Presse von Indiana (1853–66)
- Indiana Deutsche Zeitung (1874–77)

Pro-demokratische
- Indiana Volksblatt (1848–75)
- Täglicher Telegraph (1865–1907)